# 3019 Kulin
3019 Kulin este un asteroid din centura principală, descoperit pe 7 ianuarie 1940 de György Kulin.